# Skrivnih sedem
Skrivnih sedem je zbirka knjig Enid Blyton.
V Združenem kraljestvu ob zbirki Pet prijateljev in knjigah o Nodiju predstavlja eno izmed njenih bolj uspešnih knjižnih zbirk. Osebe v knjigi so, kakor pri zbirki Pet prijateljev izmišljeni otroški detektivi in njihov pes.

## Knjige v zbirki
V angleščini obsega zbirka 15 knjig avtorice Enid Blyton, v zadnjih letih pa sta izšli še dve izpod peresa Pamele Butchart.
V slovenščini je doslej izšlo enajst naslovov in sicer:
1. Skrivnih sedem
2. Cirkuška dogodivščina
3. Dobro opravljeno, Skrivnih sedem
4. Na novi sledi
5. Pogumno naprej, Skrivnih sedem
6. Bravo, Skrivnih sedem 
7. Skrivnih sedem gladko zmaga 
8. Hip, hip, hura, Skrivnih sedem 
9. Še ena skrivnost za Skrivnih sedem 
10. Skrivnih sedem se znajde pred uganko 
11. Ognjemet 

## Osebe
Društvo Skrivnih sedem sestavljajo dvojčka Peter in Jana ter njuni prijatelji Jaka, Barbara, Polona, Niko in Grega, ves čas pa jih spremlja tudi zvesti štirinožni pomočnik – kuža Skakač.
Poleg njih pogosto nastopa še Jakova sestra Suzi.